# Kanton Illiers-Combray
Illiers-Combray is een kanton van het Franse departement Eure-et-Loir. Het kanton maakt deel uit van de arrondissementen Chartres, Châteaudun en Nogent-le-Rotrou.

## Gemeenten
Het kanton Illiers-Combray omvatte tot 2014 de volgende 20 gemeenten:
- Bailleau-le-Pin
- Blandainville
- La Bourdinière-Saint-Loup
- Cernay
- Charonville
- Les Châtelliers-Notre-Dame
- Chauffours
- Épeautrolles
- Ermenonville-la-Grande
- Ermenonville-la-Petite
- Illiers-Combray (hoofdplaats)
- Luplanté
- Magny
- Marchéville
- Méréglise
- Meslay-le-Grenet
- Nogent-sur-Eure
- Ollé
- Saint-Éman
- Sandarville

Bij de herindeling van de kantons door het decreet van 24 februari 2014, met uitwerking op 22 maart 2015 werd La Bourdinière-Saint-Loup overgedragen naar het nieuwe kanton Chartres-2 en werden er anderzijds 22 gemeenten (waaronder het volledige kanton Courville-sur-Eure) naar dit kanton overgeheveld.

Op 1 januari 2017 van de gemeenten Mittainvilliers en Vérigny samengevoegd tot de fusiegemeente (commune nouvelle) Mittainvilliers-Vérigny.
Sindsdien omvat het kanton volgende 40 gemeenten:
- Bailleau-le-Pin
- Billancelles
- Blandainville
- Cernay
- Charonville
- Les Châtelliers-Notre-Dame
- Chauffours
- Chuisnes
- Courville-sur-Eure
- Dangers
- Épeautrolles
- Ermenonville-la-Grande
- Ermenonville-la-Petite
- Le Favril
- Fontaine-la-Guyon
- Friaize
- Fruncé
- Illiers-Combray
- Landelles
- Luplanté
- Magny
- Marchéville
- Méréglise
- Meslay-le-Grenet
- Mittainvilliers-Vérigny
- Nogent-sur-Eure
- Ollé
- Orrouer
- Pontgouin
- Saint-Arnoult-des-Bois
- Saint-Avit-les-Guespières
- Saint-Denis-des-Puits
- Saint-Éman
- Saint-Georges-sur-Eure
- Saint-Germain-le-Gaillard
- Saint-Luperce
- Sandarville
- Le Thieulin
- Vieuvicq
- Villebon